# 그레이슨 맥코치

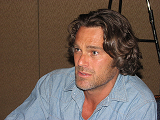

그레이슨 매쿠치(Grayson McCouch, 1968년 10월 29일 ~ )는 미국의 배우이다.
뉴욕에서 태어났다.

## 출연 작품

### 영화
- 고담 (2014년)
- 에어타이트 (1999년)
- 아마겟돈 (1998년) - 그루버 역
- 섹슈얼 마인드 (1997년)

### 텔레비전
- 애즈 더 월드 턴즈 (2003-10)